# 976
| Calendário gregoriano                                                        | 976 CMLXXVI                                           |
| Ab urbe condita                                                              | 1729                                                  |
| Calendário arménio                                                           | 425 – 426                                             |
| Calendário bahá'í                                                            | -868 – -867                                           |
| Calendário budista                                                           | 1520                                                  |
| Calendário chinês                                                            | 3672 – 3673 Início a 3 de fevereiro (aproximadamente) |
| Calendário copta                                                             | 692 – 693                                             |
| Calendário etíope                                                            | 968 – 969                                             |
| Calendários hindus - Vikram Samvat - Calendário nacional indiano - Cáli Iuga | 1031 – 1032 897 – 898 4076 – 4077                     |
| Calendário Holoceno                                                          | 10976                                                 |
| Calendário islâmico                                                          | 365 – 366                                             |
| Calendário judaico                                                           | 4736 – 4737                                           |
| Calendário persa                                                             | 354 – 355                                             |
| Calendário rúnico                                                            | 1226                                                  |
| Calendário solar tailandês                                                   | 1519                                                  |

976 (CMLXXVI, na numeração romana) foi um ano bissexto do século X do Calendário Juliano, da Era de Cristo, teve início a um sábado e terminou a um domingo e as suas letras dominicais foram  B e A (52 semanas).
No território que viria a ser o reino de Portugal estava em vigor a Era de César que já contava 1014 anos.
| Ano completo                      |
| --------------------------------- |
| Ano bissexto com início ao sábado |

## Eventos
- Hixame II é nomeado Califa de Córdova (976-1008).
- Almançor protegido de Hixame II inicia uma campanha militar contra os Cristãos na Península Ibérica.

## Nascimentos
- Sanjo, 67º imperador do Japão.